# Demi Moore
Demi Moore (beroepsnaam van Demi Gene Guynes), (Roswell (New Mexico), 11 november 1962) is een Amerikaans actrice en filmproducente met een kenmerkend hees stemgeluid.

## Levensloop
Haar vader, Charles Harmon, verliet haar moeder Victoria voor Demi's geboorte. Haar stiefvader, Danny Guynes, verhuisde regelmatig, meer dan dertig keer. Hij pleegde zelfmoord toen Demi vijftien jaar oud was. Een jaar later stopte ze met school. In 1980, op achttienjarige leeftijd, trouwde ze met de onbekende rockartiest Freddy Moore. Het huwelijk hield vier jaar stand.
In 1982 kreeg ze een rol in de ziekenhuissoap General Hospital. Rond dezelfde tijd raakte ze verslaafd aan cocaïne. In 1985 volgde haar grote doorbraak met de film St. Elmo's Fire. Het verhaal gaat dat ze tijdens de opnames vanwege haar drugsmisbruik is ontslagen door de regisseur Joel Schumacher, waarna ze ging afkicken en een week later terugkeerde. Opvallend genoeg was haar karakter in de film, Jules, ook aan cocaïne verslaafd.
De film was een groot succes, en Moore en haar tegenspelers in de film (onder wie Rob Lowe en Emilio Estevez, met wie ze drie jaar lang verloofd is geweest) werden gerekend tot de "Brat Pack", een groep jonge acteurs met een veelbelovende toekomst. In 1987 werd ze nog bekender toen ze in het huwelijk trad met de later succesvolle acteur Bruce Willis.
In 1990 speelde ze samen met Patrick Swayze in het zeer succesvolle Ghost, waarmee ze een plekje verwierf op de A-lijst en veel hoofdrollen in films kreeg aangeboden. Het jaar daarop kreeg ze veel media-aandacht door naakt te verschijnen op de voorpagina van het tijdschrift Vanity Fair, terwijl ze zeven maanden zwanger was. De voorpagina is de jaren daarna veelvuldig geïmiteerd en geparodieerd.
In 1992 speelde ze samen met onder anderen Tom Cruise in A Few Good Men.
Het jaar daarop scoorde ze nog een grote filmhit met het zeer controversiële Indecent Proposal. In deze film stelt een rijke zakenman (Robert Redford) een echtpaar met financiële problemen (Moore en Woody Harrelson) voor een dilemma: hij geeft het paar een miljoen dollar, als hij mag slapen met de vrouw.
Rond die tijd was Demi Moore een van de best betaalde filmactrices aller tijden, en ze was de eerste actrice die meer dan 10 miljoen dollar kreeg voor een filmrol (12 miljoen dollar voor Striptease, 1996).
Het lukte haar niet om het succes vast te houden. Vanaf 1993 flopten de meeste films met haar in de hoofdrol, waaronder Disclosure, The Juror en Striptease. Haar enige succes van die tijd was zelfs de stem van zigeunerin Esmeralda in Disneys tekenfilm De Klokkenluider van de Notre Dame. Toen haar langgekoesterde project G.I. Jane, waarvoor de actrice zelfs haar hoofd kaal schoor, ook een flop bleek, nam Demi Moore een pauze in haar carrière. Wel had ze nog enkele successen op het productiegebied met de Austin Powers-serie.
In 1998 gingen Moore en Willis uit elkaar en in 2000 volgde de echtscheiding. Samen met Bruce Willis heeft ze drie kinderen: Rumer Glen Willis (geboren in 1988), Scout LaRue Willis (geboren in 1991) en Tallulah Belle Willis (geboren in 1994). In 2003 kreeg ze een veelbesproken relatie met de zestien jaar jongere acteur Ashton Kutcher, met wie zij op 24 september 2005 trouwde. Datzelfde jaar keerde ze terug naar het witte doek door de schurk te spelen in Charlie's Angels 2.
Sinds 2006 is Demi het gezicht en de muze van cosmeticamerk Helena Rubinstein.
Op 17 november 2011 werd bekendgemaakt dat Moore en Kutcher uit elkaar waren. In november 2013 werd de scheiding voltrokken.

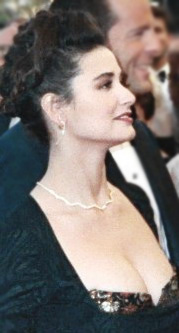
Demi Moore (1989)

In 2019 kwam haar boek uit over haar leven en prijkt “Inside Out” op de eerste plek van de vooraanstaande New York Times Bestseller lijst.
In 2025 won Demi een Golden Globe voor Best Actress in a Motion Picture: Musical or Comedy in de film The Substance. 

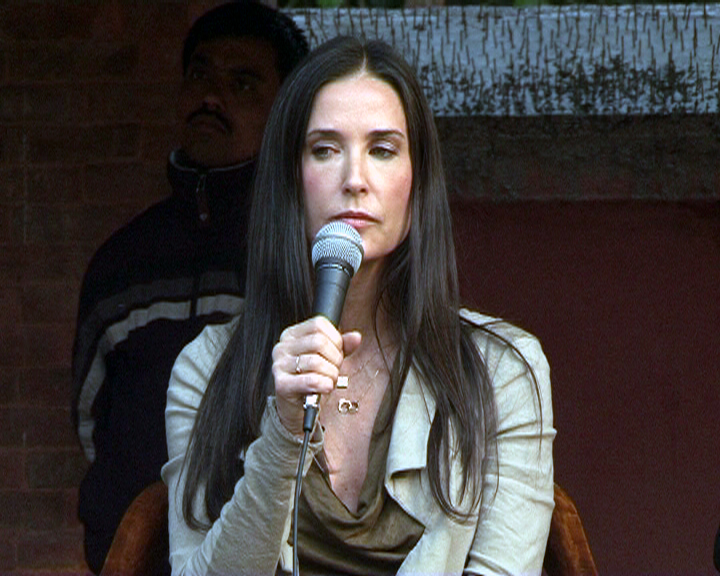
Demi Moore in Nepal

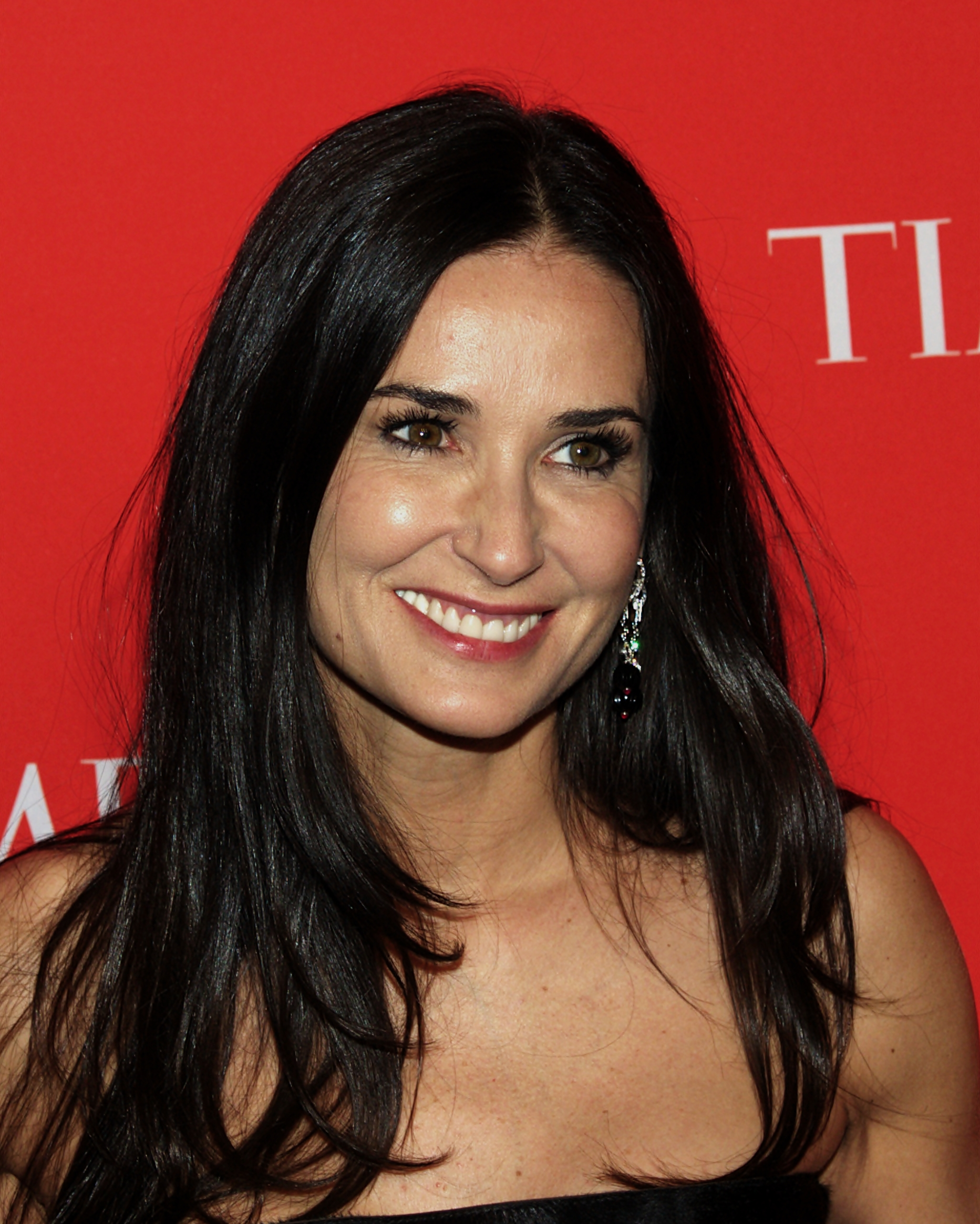
Demi Moore in 2010

## Filmografie

### Als producente
- Now and Then (1995)
- Austin Powers: International Man of Mystery (1997)
- G.I. Jane (1997)
- Austin Powers: The Spy Who Shagged Me (1999)
- Slugger (2002)
- Austin Powers in Goldmember (2002)